# ای‌آرای سیوداد د روساریو (کیو-۶۲)
ای‌آرای سیوداد د روساریو (کیو-۶۲) (به انگلیسی: ARA Ciudad de Rosario (Q-62)) یک کشتی بود که طول آن ۴۹٫۰۵ متر (۱۶۰٫۹ فوت) بود. این کشتی  در سال ۱۹۶۴ ساخته شد.